# Fiat Multipla
A Fiat Multipla (Type 186) foi uma minivan produzida pela montadora italiana FIAT de 1998 a 2010. Baseada na plataforma do Bravo/Brava, a Multipla era mais curta e mais larga do que suas rivais. Ela tinha duas fileiras de três assentos, enquanto todas as suas concorrentes tinham apenas dois assentos na frente (o Honda FR-V, que tem o mesmo layout, foi lançado em 2004).
A Multipla era ainda menor do que o Fiat Bravo/Brava no qual foi baseado, apesar de oferecer muito mais espaço e comodidades. Em comum com um número de outros carros Fiat modernos, a Multipla reaproveitou o nome de um veículo, neste caso, a variante "Multipla" do Fiat 600 produzido durante as décadas de 1950 e 1960.

## Design

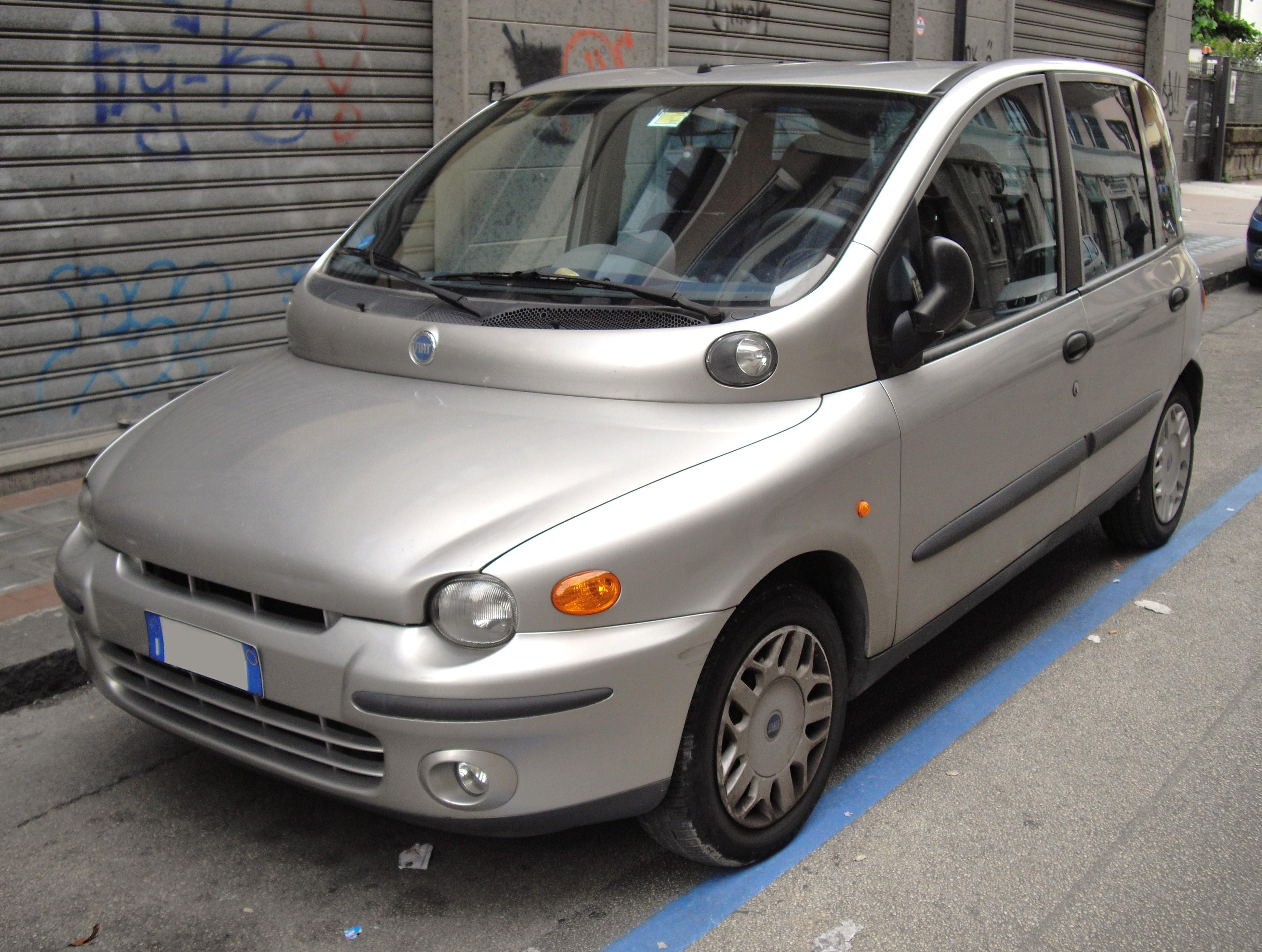
Fiat Multipla pré-reestilização (1998–2004)

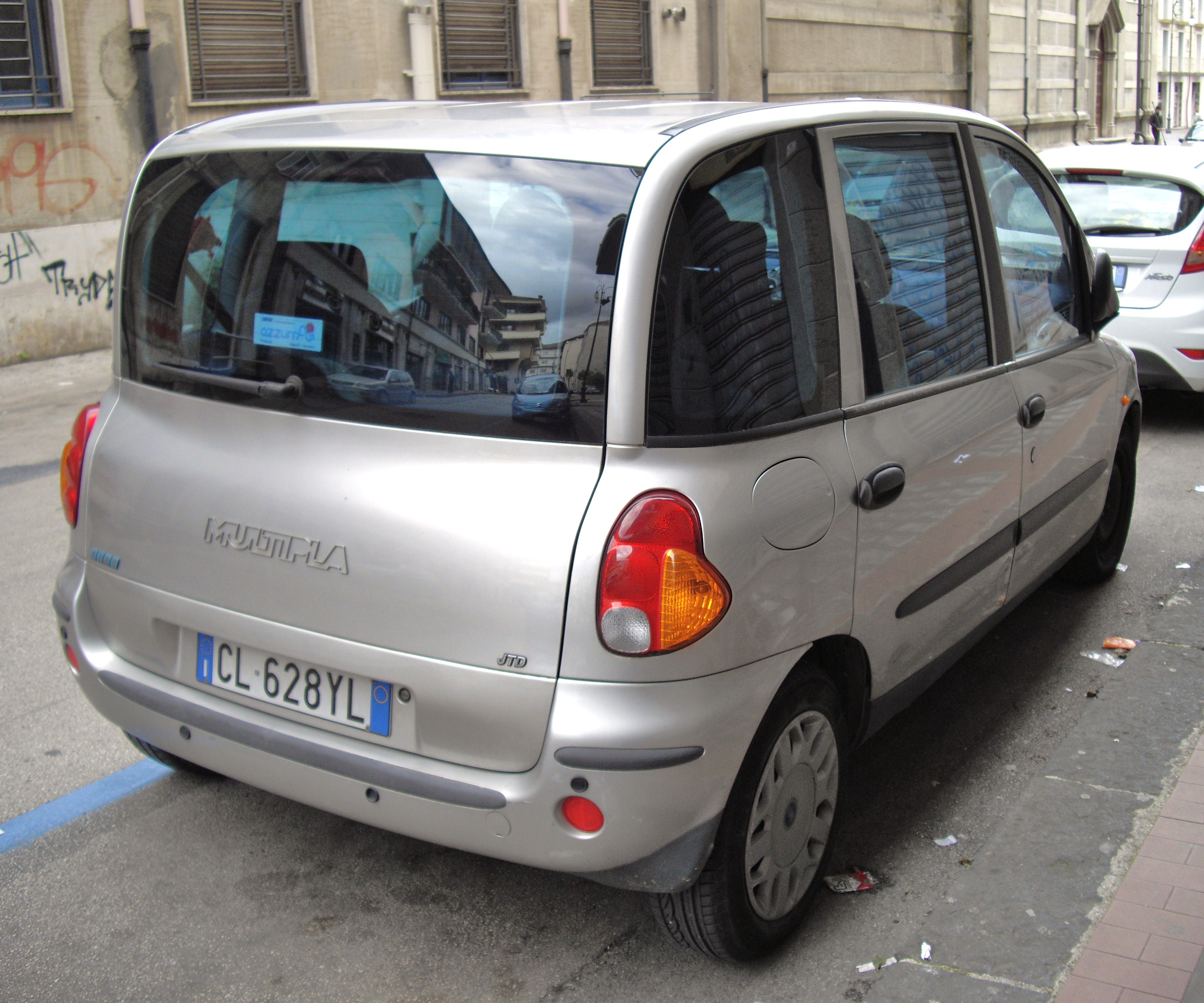
Traseira da primeira versão do Multipla.

O design exterior e interior da Multipla foi exibido no Museu de Arte Moderna (MOMA), em Nova York, durante a exposição "Different Roads - Automobiles for the Next Century" (Caminhos Diferentes - Automóveis para o próximo século, em tradução livre), em 1999.
Ele ganhou o prêmio Carro do Ano (1999) do programa britânico Top Gear, assim como o "Carro mais feio" no mesmo programa de prêmios. Ela também foi escolhida como o "carro de família do ano" pela Top Gear Magazine por quatro anos consecutivos (2001-2004).
Em março de 2004, após a sua reestilização, o jornal Telegraph disse que os designers ficaram "desesperadamente tristes agora que o novo Multipla não mais se parece com um pato psicótico de desenho animado" e "enquanto os passageiros adoravam a adaptabilidade do esperto interior, eles estavam menos interessados nas sarcásticas e debochadas risadas de seus vizinhos, amigos e colegas de escola; as crianças podem ser cruéis".
Em janeiro de 1999, as vendas da Multipla começaram na Itália, mas a maioria dos outros mercados teve de esperar um ano antes de receber as importações. A Multipla agradou aos consumidores italianos, mas as vendas em outros países foram menos bem sucedidas. Em junho de 2004, a Multipla passou por um grande facelift, acabando com seu ousado estilo original para dar lugar a um mais discreto. A intenção era de atrair mais compradores, o que a fez chegar à aclamação da crítica.

## Motores
A Fiat Multipla foi equipada em alguns mercados com um motor 1.6 que poderia ser alimentado com metanol ou gasolina padrão foi oferecido em certos mercados.
| Modelo                     | Motor | Deslocamento | Alimentação                                                                      | Torque                              | Anos      |
| -------------------------- | ----- | ------------ | -------------------------------------------------------------------------------- | ----------------------------------- | --------- |
| 100 16V                    | I4    | 1581 cc      | 103 (Erro de formatação: dados de entrada inválidos ao arredondar kW) a 5750 rpm | Predefinição:Convert/Nm a 4000 rpm  | 1998–2000 |
| 100 16V                    | I4    | 1596 cc      | Predefinição:Convert/PS a 5750 rpm                                               | Predefinição:Convert/Nm a 4000 rpm  | 2000–2010 |
| JTD 105                    | I4    | 1910 cc      | Predefinição:Convert/PS a 4000 rpm                                               | Predefinição:Convert/Nm a 1500 rpm  | 1998–2000 |
| 110 JTD                    | I4    | 1910 cc      | Predefinição:Convert/PS a 4000 rpm                                               | Predefinição:Convert/Nm a 1500 rpm  | 2000–2001 |
| 115 JTD                    | I4    | 1910 cc      | Predefinição:Convert/PS a 4000 rpm                                               | Predefinição:Convert/Nm a 1500 rpm  | 2001–2006 |
| 1.9 Multijet               | I4    | 1910 cc      | Predefinição:Convert/PS a 4000 rpm                                               | Predefinição:Convert/Nm em 1450 rpm | 2006–2010 |
| 1.6 (Bicombustível) de GNV | I4    | 1581 cc      | Predefinição:Convert/PS a 5750 rpm                                               | Predefinição:Convert/Nm a 4000 rpm  |           |

## Versões de acabamento

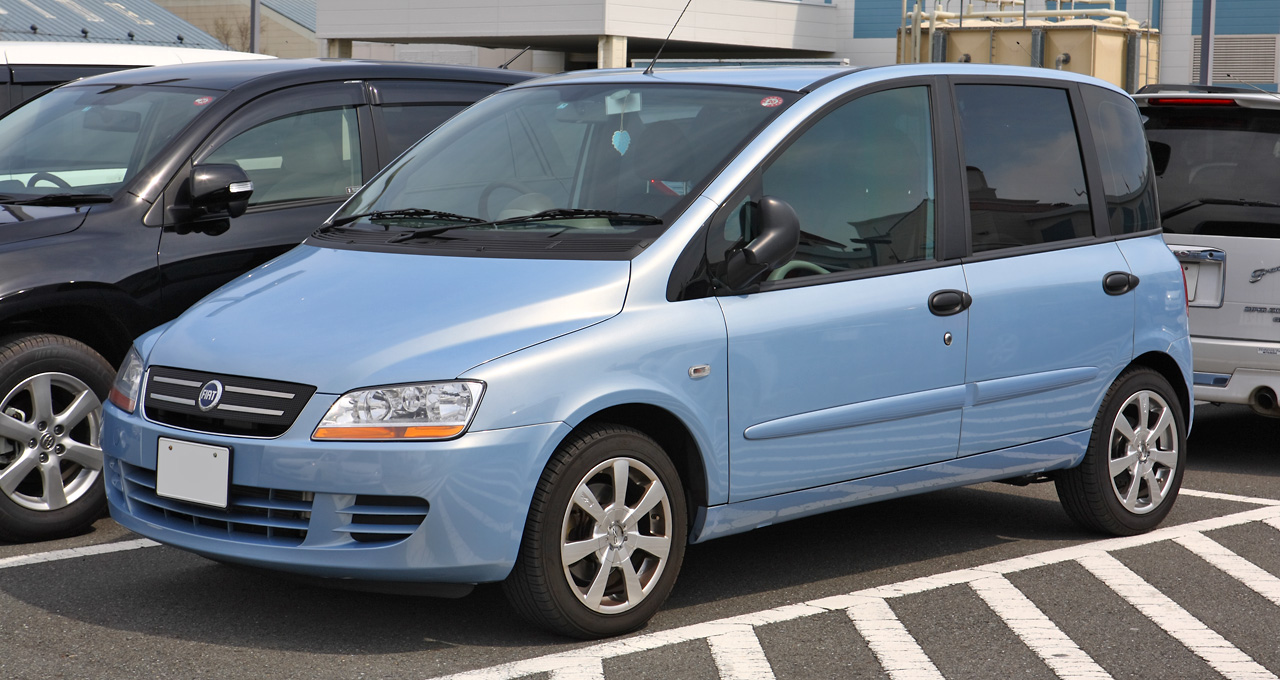
Fiat Multipla após a reestilização em 2004 (dianteira)

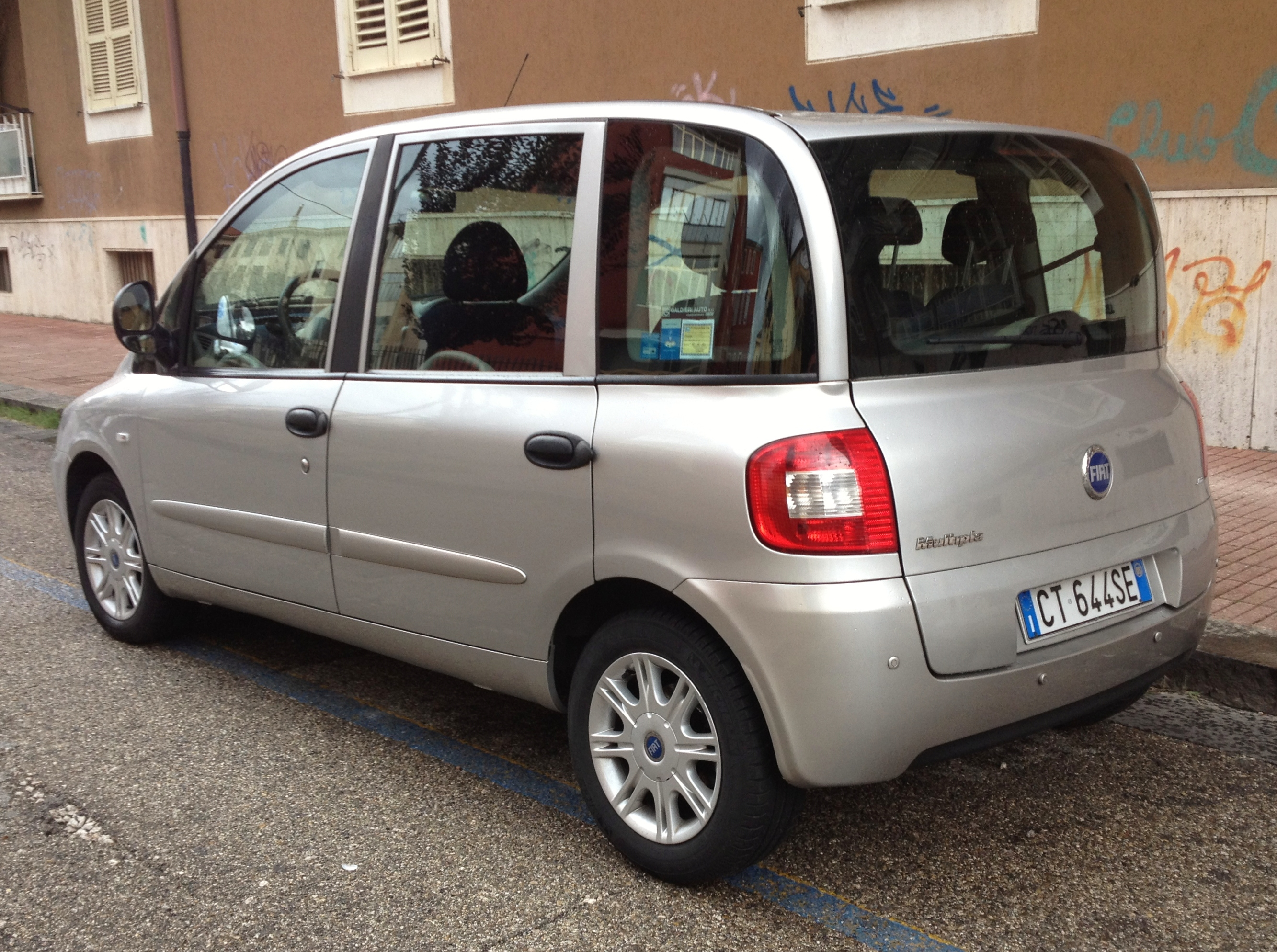
Fiat Multipla após a reestilização em 2004 (traseira)

- Multipla SX: modelo básico disponível com motores a gasolina ou diesel.
- Multipla ELX: idêntica a SX, com a adição de ar condicionado, teto solar com acionamento elétrico, rodas de liga leve e vidros traseiros elétricos, além de bancos coloridos.

Em junho de 2004, quando Multipla recebeu o seu facelift, as versões de acabamento mais tarde foram renomeadas para Dynamic (SX) e Dynamic Family (ELX).

## Interior e flexibilidade
A nova geração da Multipla foi elogiada por jornalistas no seu lançamento, por sua flexibilidade. Multipla de três a par de estar configuração permite o ajuste dos bancos da frente, e a remoção e realocação dos bancos traseiros em muitos formatos. Ele também oferece uma grande 430 litros (15 cu ft) de espaço de bagagem, que pode aumentar 1 900 litros (67 cu ft) de televisão piso de carga de espaço, com o traseiro de três lugares de retirada do veículo.

## Versão chinesa
A partir de dezembro de 2008 a 2010, a Zotye Auto montou a segunda geração da Multipla em regime CKD, em sua fábrica de Changshan, e comercializado na China como Mutiplan. Em outubro de 2010, Zotye começou a construir uma versão da Multipla 2 empregando mais peças feitas localmente a fim de reduzir custos; a nova versão é chamada de "Langyue" na China.

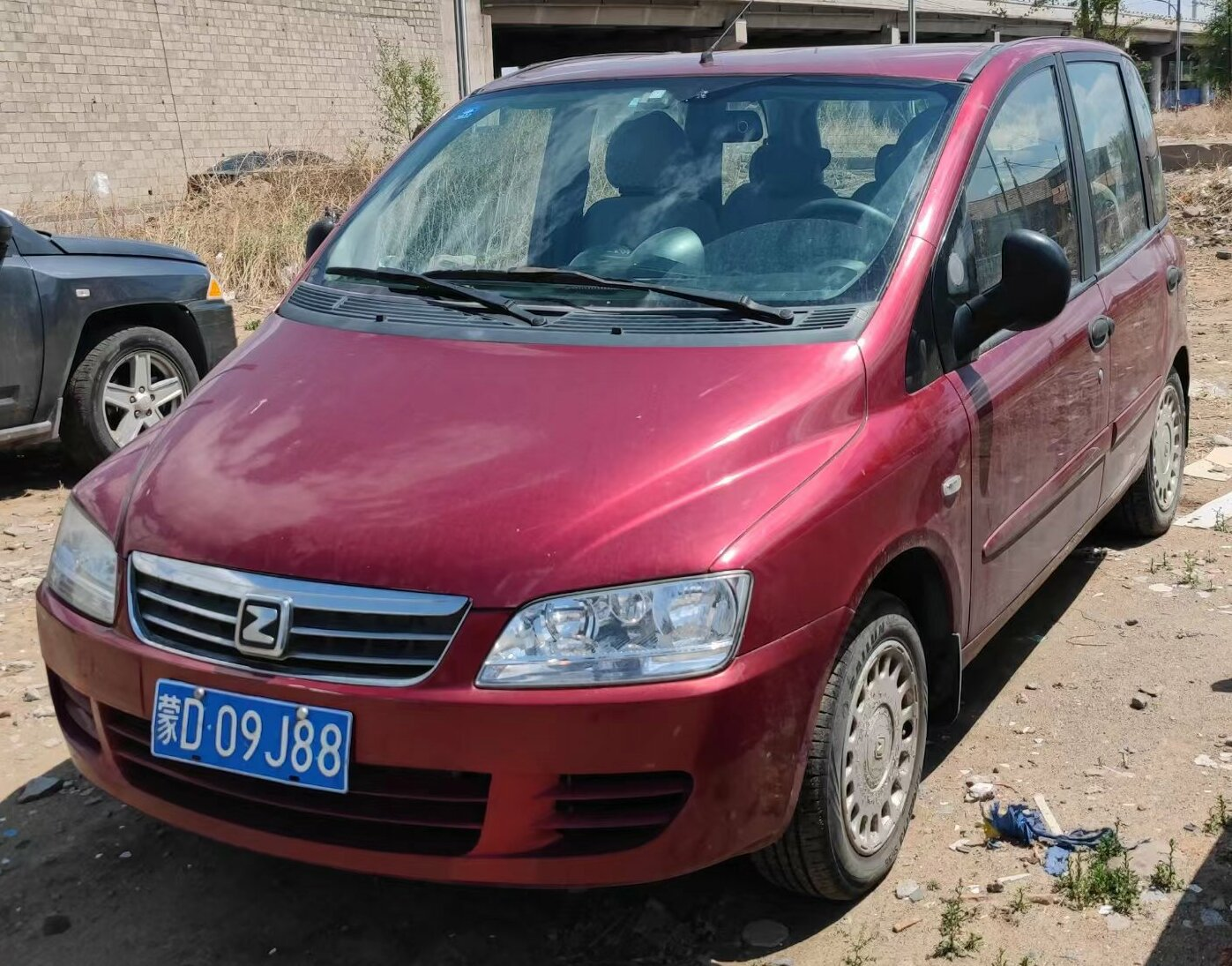
Zotye M300 (vista frontal)
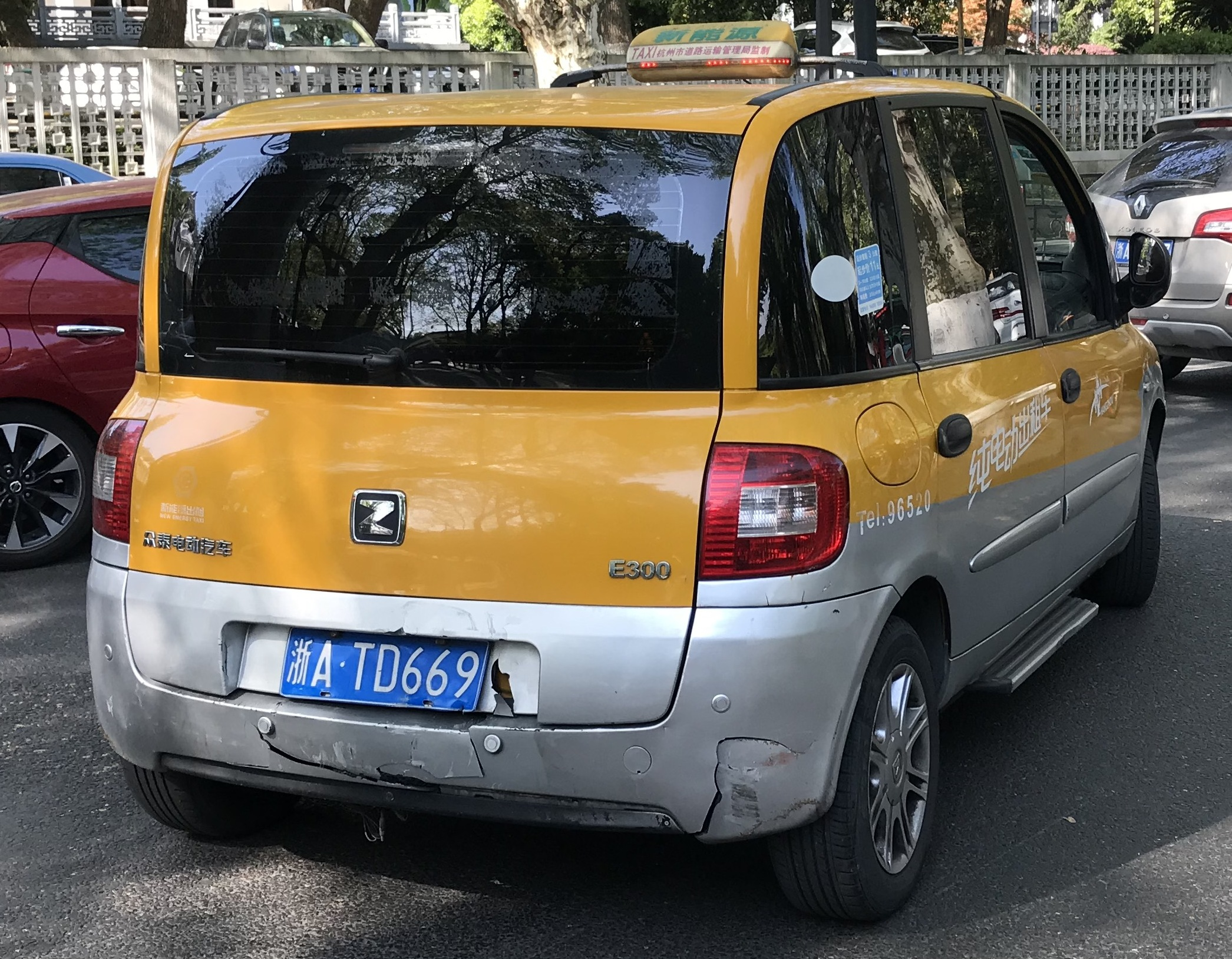
Zotye M300 EV (E300) taxi (vista traseira)
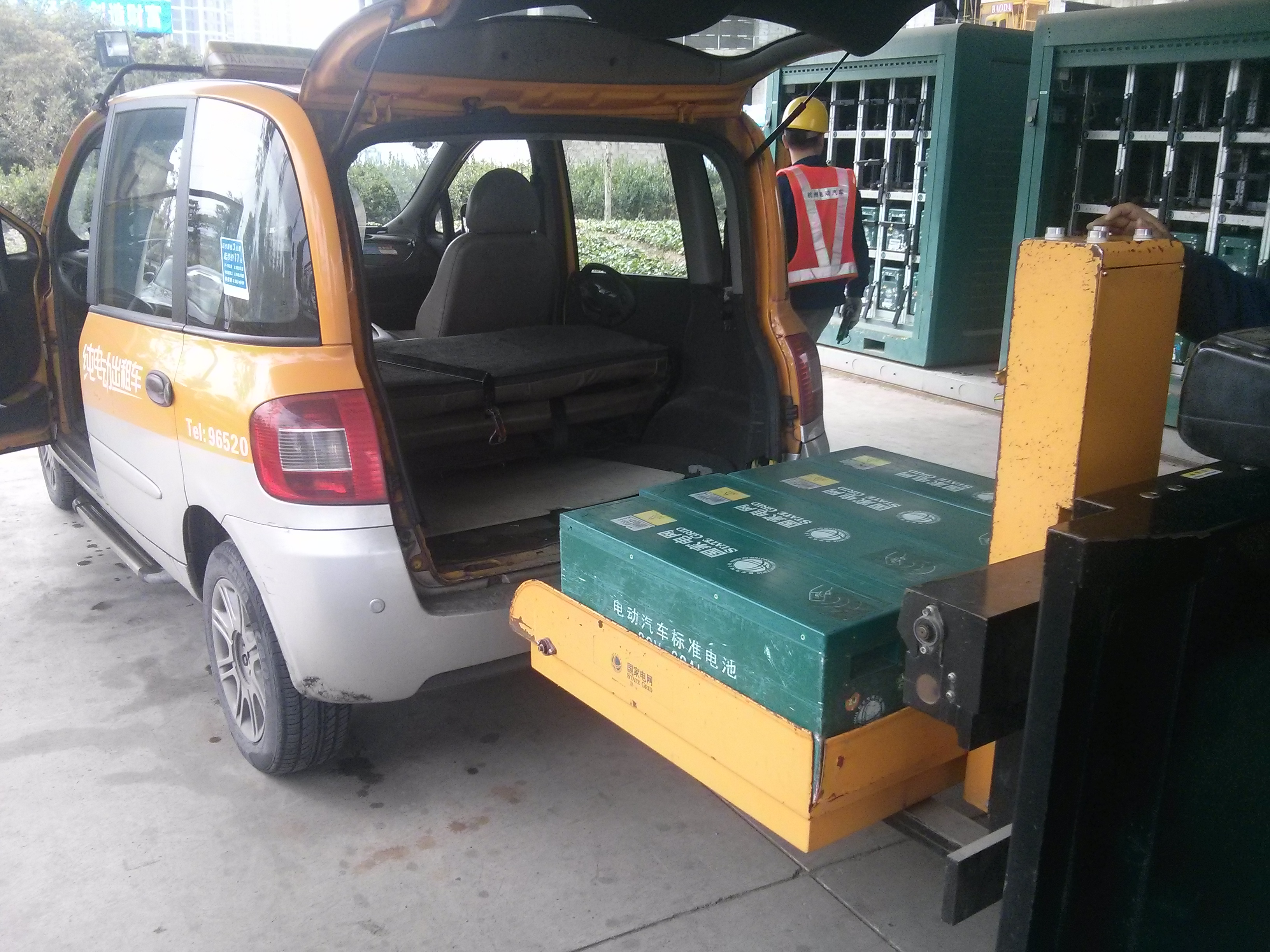
Troca de baterias de um Zotye M300 EV (E300)